# ويليام نيلسون (سياسي كندي)
ويليام نيلسون هو سياسي كندي، ولد في 4 مارس 1854 في كندا، وتوفي في 17 يوليو 1903 بوينيبيغ في كندا.